# Black Oak Arkansas
I Black Oak Arkansas sono un gruppo southern rock statunitense, originario di Black Oak (Arkansas), città da cui prendono il nome e in cui si sono formati nel 1963. Il gruppo è guidato dal cantante e chitarrista Jim "Dandy" Mangrum.
I Black Oak Arkansas propongono un southern rock con influenze hard rock e soul.

## Storia
Un gruppo di amici che frequentano le scuole superiori nella cittadina di Black Oak nel 1963 mettono insieme un gruppo di southern rock a cui danno il nome Knowbody Else. Fanno parte del gruppo Ronnie "Chicky Hawk" Smith (voce), Rickie Lee (soprannominato  "Ricochet" o "Riscky") Reynolds (chitarra), Stanley "Goober Grin" Knight (chitarra), Harvey "Burley" Jett (chitarra), Pat Daugherty "Dirty" (basso), e Wayne "Squeezebox" Evans (batteria). Presto però Ronnie Smith assumerà il ruolo di manager del gruppo lasciando il posto a Jim Mangrum (ribattezzato Jim Dandy in onore di un brano di Lavern Baker, brano che successivamente i Black Oak Arkansas registreranno nell'album High on the hog).
Nel 1969 i Knowbody Else si trasferiscono a Memphis e firmano un contratto con la casa discografica Stax. Con questa casa discografica incidono un omonimo album a Los Angeles. Qua il gruppo viene a contatto con la Atco, una sottoetichetta dell'Atlantic, e cambiato il nome in Black Oak Arkansas firmano con essa un contratto.
Nel 1971 esce il primo omonimo album che contiene alcuni dei pezzi più famosi del gruppo: "Hot And Nasty", "Lord Have Mercy On My Soul", "Uncle Lijiah"e  "When Electricity Came To Arkansas". Quest'ultimo pezzo sarà ritenuto da molti religiosi come una canzone satanista anche se i Black Oak Arkansas negheranno sempre questo accostamento.
Da questo momento inizierà una costante attività dal vivo del gruppo prima negli Stati Uniti e poi in Europa.
Nel 1972 esce Keep the Faith. Appena registrato l'album, il batterista Wayne Evans viene sostituito da Tommy Aldridge e con quest'ultimo la band registra sempre nel 1972 If An Angel Come To See You.
Nel 1973 esce, a testimonianza dell'intensa attività live del gruppo, il disco dal vivo Raunch'n'roll Live a cui segue nel 1974 High On The Hog.
Per l'album Street Party (1974) Jimmy Henderson sostituisce Harvey Jett ed entrano nel gruppo, anche se non appaiono ufficialmente, delle coriste denominate Hot Buttered Soul. Fra esse vi è Ruby Starr.
Frattempo il gruppo inizia a vivere per lunghi periodi insieme in una specie di comune presso Mountain Horne.
Escono in successione Hot'n'Nasty (1975), Ain't Life Grand (1975) e X-Rated (1975), il disco dal vivo Live Mutha (1976) e Balls Of Fire (1976). In tutti questi album Ruby Starr viene accreditata come corista e componente del gruppo.
Dopo anni vissuti sempre in tour il gruppo dà segni di cedimento e si sfalda.
Jim Dandy dà vita quindi ai Black Oak nei quali figurano oltre al cantante Jimmy Henderson (chitarra, unico sopravvissuto del vecchio gruppo), Jack Holder (chitarra, sax e tastiere), Andy Tanas (basso) e Joe Williams (batteria). Ne vengono fuori due album molto più leggeri rispetto ai precedenti dei Black Oak Arkansas: Race With the Devil (1977) e I'd Rather Be Sailing (1978), entrambi usciti per la casa discografica Capricorn.
Dopo essere stato colpito da un attacco di cuore Jim Dandy decide di sciogliere il gruppo.
Nel 1984 Jim Dandy e Ricky Reynolds cercano di riformare il gruppo ma dei problemi legali fanno sì che Ready As Hell esca a nome Jim Dandy e The Black Attack is Back (1986) a nome Jim Dandy & Black Oak Arkansas.
A quel punto il gruppo si scioglie nuovamente sempre per problemi di salute di Jim Dandy. Nel 1992 Jim Dandy e Reynolds fanno uscire Rebound (sotto il nome Black Oak Arkansas) e The Wild Bunch (1999, a nome Jim Dandy & Black Oak Arkansas)
Da questo momento se si escludono alcune raccolte e dei live nessun materiale nuovo è stato registrato a nome Blck Oak Arkansas.
Si arriva così al 2013 anno in cui si rimettono insieme Jim "Dandy" Mangrum, Rickie Lee Reynolds, Pat "Dirty" Daughtery, e Jimmy Henderson a cui si aggiungono il batterista Johnnie Bolin, il bassista George Hughen e il chitarrista Hal McCormack. Ne viene fuori l'album Back Thar N 'Over Yonder.

## Carriere dei componenti usciti dai Black Oak Arkansas
Ruby Starr è deceduta il 14 gennaio 1995 e Stanley Grin il 16 febbraio 2013, entrambi per cancro, e Rickie Lee Reynolds il 5 settembre 2021 dopo il ricovero in ospedale per alcune complicazioni di salute .
Precedentemente Ruby Starr aveva inciso diversi dischi a proprio nome.
Andy Tanas per un breve periodo ha suonato nei Krokus inoltre ha pubblicato nel 2004 un album a suo nome Songs From The New South
Jack Holden ha inciso un album con i Cobra.
Tommy Aldridge è il componente dei Black Oak Arkansas che più ha avuto fortuna suonando e incidendo album con: Whitesnake, Ozzy Osburne, House of Lords, Pat Travers, Elements of friction, Gary Moore, Ted Nugent, Manic Eden e Thin Lizzy.

## Componenti del gruppo

### Formazione ultima
- Jim "Dandy" Mangrum (voce)
- Pat Daugherty "Dirty" (basso)
- Johnnie Bolin (batteria)
- George Hughen (basso)
- Hal McCormack (chitarra)

### Ex componenti
- Ronnie "Chicky Hawk" Smith (voce - manager)
- Wayne "Squeezebox" Evans (batteria)
- Harvey "Burley" Jett (chitarra)
- Stanley "Goober Grin" Knight (chitarra)
- Shawn Lane (chitarra)
- Tommy Aldridge (batteria)
- Ruby Starr (voce)
- John Roth (chitarra)
- Jimmy Henderson (chitarra)
- Rickie Lee "Ricochet" "Risky" Reynolds (chitarra)

### Formazione Black Oak
- Jim "Dandy" Mangrum (voce)
- Jimmy Henderson (chitarra)
- Jack Holder (chitarra, sax e tastiere)
- Andy Tanas (basso)
- Joe Williams (batteria)

## Discografia
- 1971 – Black Oak Arkansas
- 1972 – Keep the Faith
- 1972 - If an Angel Came to See You, Would You Make Her Feel at Home?
- 1973 – High on the Hog
- 1974 – Street Party
- 1975 - Hot'n'nasty
- 1975 – Ain't Life Grand
- 1975 – X-Rated
- 1976 – Balls of Fire
- 1976 – 10 Yr. Overnight Success
- 1992 - Rebound
- 2008 – Black Oak Arkansas... The Knowbody Else '69
- 2013 – Back Thar N 'Over Yonder

Raccolte
- 1975 - Early Times
- 1977 – The Best of Black Oak Arkansas
- 1992 – Hot & Nasty: The Best of Black Oak Arkansas

Live
- 1971 – Raunch'n'roll Live
- 1975 – Live! Mutha
- 1998 – King Biscuit Flower Hour Presents: Black Oak Arkansas
- 2000 – Live
- 2005 – Live at Royal Albert Hall

### Come Black Oak
- 1977 – Race with the Devil
- 1978 – I'd Rather Be Sailing

### Come Knowbody Else
- 1969 – The Knowbody Else

### Come Jim Dandy's Black Oak Arkansas
- 1984 – Ready as Hell

### Come Jim Dandy & Black Oak Arkansas
- 1986 – The Black Attack Is Back
- 1999 – The Wild Bunch